# Heng (Nanning)
Der Kreis Heng (chinesisch 横县, Pinyin Héng Xiàn; Zhuang Hwngz Yen) ist ein Kreis der bezirksfreien Stadt Nanning, der Hauptstadt des Autonomen Gebietes Guangxi der Zhuang-Nationalität im Süden der Volksrepublik China. Er hat eine Fläche von 3.450 km² und zählt 912.500 Einwohner (Stand: Ende 2018). Hauptort ist die Großgemeinde Hengzhou (横州镇).

## Administrative Gliederung
Auf Gemeindeebene setzt sich der Kreis aus vierzehn Großgemeinden und drei Gemeinden zusammen.

## Ethnische Gliederung der Bevölkerung (2000)
Beim Zensus im Jahr 2000 hatte der Kreis Heng in seinen damaligen Grenzen 889.733 Einwohner.
| Name des Volkes | Einwohner | Anteil  |
| --------------- | --------- | ------- |
| Han             | 564.246   | 63,42 % |
| Zhuang          | 323.428   | 36,35 % |
| Yao             | 776       | 0,09 %  |
| Sonstige        | 1.283     | 0,14 %  |